# 肖普朗区
肖普朗区（匈牙利語：Soproni járás），是匈牙利杰尔-莫松-肖普朗州的一个区，总面积867.75平方公里，总人口98,841人（2011年），人口密度114人/平方公里。中心城市为肖普朗。

## 市镇
肖普朗区包含一个州级市、两个城镇、一个大村和35个村庄。